# RILPL2
RILPL2 (англ. Rab interacting lysosomal protein like 2) – білок, який кодується однойменним геном, розташованим у людей на 12-й хромосомі. Довжина поліпептидного ланцюга білка становить 211 амінокислот, а молекулярна маса — 23 986.
| 10         |  | 20         |  | 30         |  | 40         |  | 50         |
| ---------- |  | ---------- |  | ---------- |  | ---------- |  | ---------- |
| MEEPPVREEE |  | EEEGEEDEER |  | DEVGPEGALG |  | KSPFQLTAED |  | VYDISYLLGR |
| ELMALGSDPR |  | VTQLQFKVVR |  | VLEMLEALVN |  | EGSLALEELK |  | MERDHLRKEV |
| EGLRRQSPPA |  | SGEVNLGPNK |  | MVVDLTDPNR |  | PRFTLQELRD |  | VLQERNKLKS |
| QLLVVQEELQ |  | CYKSGLIPPR |  | EGPGGRREKD |  | AVVTSAKNAG |  | RNKEEKTIIK |
| KLFFFRSGKQ |  | T          |  |            |  |            |  |            |

A: Аланін

C: Цистеїн

D: Аспарагінова кислота

E: Глутамінова кислота

F: Фенілаланін

G: Гліцин

H: Гістидин

I: Ізолейцин

K: Лізин

L: Лейцин

M: Метіонін

N: Аспарагін

P: Пролін

Q: Глутамін

R: Аргінін

S: Серин

T: Треонін

V: Валін

Кодований геном білок за функцією належить до фосфопротеїнів. 
Задіяний у таких біологічних процесах, як транспорт, транспорт білків. 
Локалізований у цитоплазмі, цитоскелеті, клітинних відростках, війках.